# Le Jeu de l'assassin (roman, Harding)
Le Jeu de l'assassin (titre original : The Assassins Riddle) est un roman policier historique de Paul Harding, alias Paul Charles Doherty, publié en 1996. 
Le récit est basé sur un fait historique.